# Khronos Group
Khronos Group — сообщество разработчиков, стандартизирующее технологии, направленные на обеспечение совместимости и качественного воспроизведения движущихся изображений и аудио на различных устройствах и платформах, в консорциум которых входит более ста компаний.
Члены группы компаний "Хронос" активно участвуют в создании стандартов и спецификаций, необходимых для интеграции и оптимизации мультимедийных технологий. Они активно голосуют за предлагаемые решения, что позволяет ускорить разработку и внедрение новых функций, доступ к которым дает компаниям-участникам доступ к инновациям на ранней стадии, что способствует более быстрому созданию и совершенствованию их продуктов и услуг.

## История
- 31 июля 2006 года на SIGGRAPH было анонсировано, что контроль за спецификацией OpenGL будет передан Khronos Group[2]
- 10 декабря 2009 года консорциум опубликовал первую черновую спецификацию WebGL[1][3]. Председатель группы Арун Ранганатан, заявил, что завершение работы над спецификацией ожидается в первом квартале 2010 года[1][3].

## Стандарты

### Активные стандарты
- 3D Commerce —
- ANARI —
- COLLADA — основанный на XML файловый формат для передачи 3D моделей между различными приложениями[4].
- EGL[англ.] — интерфейс между API рендеринга Khronos такими как OpenGL ES или OpenVG и лежащая в основе оконная система[5].
- glTF[англ.] (GL Transmission Format) — файловый формат для передачи и загрузки 3D сцен и моделей в приложения[6].
- KTX — файловый формат для хранения суперсжатых, готовых для GPU текстур
- NNEF — уменьшает фрагментацию развертывания машинного обучения, позволяя приложениям использовать разнообразное сочетание средств обучения нейронных сетей и механизмов вывода для различных устройств и платформ[7].
- OpenCL — открытый стандарт параллельного программирования[8].
- OpenGL — API компьютерной 3D графики[9].
- OpenGL ES — версия стандарта OpenGL для мобильных телефонов, портативных игровых консолей, и других переносных устройств[10].
- OpenGL SC[англ.] — предназначен для использования на рынке критических с точки зрения безопасности данных устройств (военная техника, авиация)[11].
- OpenVG — API для аппаратного ускорения обработки 2D векторной графики[12].
- OpenVX[англ.] — API для аппаратного ускорения приложений и библиотек для компьютерного зрения[13].
- OpenXR — свободный стандарт для приложений и устройств для виртуальной реальности и дополненной реальности[14].
- SPIR — промежуточное представление кода для параллельных вычислений в OpenCL и Vulkan[15].
- SYCL[англ.] — высокоуровневая программная модель для OpenCL основанная на C++ для гетерогенных вычислений[16].
- Vulkan — кроссплатформенный API для 2D и 3D графики (изначально был известен как «новое поколение OpenGL»)[17].
- Vulkan SC —
- WebGL — стандарт на базе OpenGL ES, предназначенный для отображения 3D графики в web браузерах[18].

### Неактивные стандарты
- OpenML — API для «захвата, передачи, обработки, отображения, и синхронизации цифрового мультимедиа»[19].
- OpenKODE — стандарт мобильной платформы (включает в себя другие API)[20].
- OpenKCam — кроссплатформенный API для управления камерами и датчиками в мобильных и встраиваемых устройствах[21].
- OpenMAX — API, обеспечивающий доступ к мультимедийным кодекам[22].
- OpenSL ES — API для работы со звуком, оптимизированное для мобильных устройств[23].
- OpenWF[англ.] — кроссплатформенный API для построения композитных оконных систем[24].
- StreamInput — кроссплатформенный API для работы с устройствами ввода[25].
- WebCL[англ.] — стандарт на базе OpenCL, предназначенный для параллельных вычислений в web браузерах[26].